# Língua !kung
!Kung ou !Xun, também chamada Ju, é um continuum de dialetos  falados na Namíbia, Botsuana e Angola pelo  povo !Kung. Junto com a Língua ǂHoan, formam a família linguística das Línguas kx'a. !Kung é um dos ramos putativos das Línguas coissãs, tendo sido chamado de Coissã do norte nessa visão, mas a unidade das coissãs nunca foi efetivamente demonstrada e pode ser tida com inverídica. No entanto, o termo "coissã" ainda é muito usado para agrupar tais línguas da África do Sudoeste.
A língua !Kung é conhecida por apresentar uma quantidade significativa de consoantes do tipo clique e, além disso, tem umas maiores diversidades de vogais e consoantes do mundo. Ver em língua Juǀʼhoan.

## Falantes
!Kung, se considerada como uma língua própria (não um conjunto de dialetos , é a segunda ou Terceira mais falada das línguas coissãs, depois da língua nama e talvez da sandawe.
São muito variadas as estimativas, mas há cerca de 30 a 60 mil falantes. Há muita discussão acerca das reais nomenclaturas e da real classificação das Khoisans o que faz com que alguns dialetos sejam contados mais de uma; desse modo Ethnologue reporta 6 mil falantes  de ǃʼOǃKung, 7 mil de !Kung-Ekoka (|Akhwe) e mais de 6º mil da chamada  "Vasekela Bushman", porém, adiante classifica essa Vasekela como sendo mesmo que OǃKung, sugerindo ainda que também pode ser o mesmo que !Kung-Ekoka. Além disso, reporta a existência de 34 mil falantes de Juǀʼhoan, 7 mil de ǂKxʼauǁʼein e 2 mil de Maligo,, sem informar as quantidades para os dialetos.
Até o final dos meados do século XX, os dialetos ǃʼOǃKung e Maligo estavam disperses no sul e nas áreas centrais de  Angola. Porém, com a Guerra Civil Angolana, a maioria dos !Kung fugiram para a Namíbia (principalmente para a Faixa de Caprivi) e para a África do Sul. Botsuana abriga hoje uma minoria de falantes Juǀʼhoan, mas a Namíbia é o maior centro do povo e da língua !Kung.

## Variantes
Os dialetos mais conhecidos do !Kung são o ǃʼOǃKung, o  Tsumkwe Juǀʼhoan e ǂKxʼauǁʼein. Estudiosos diversos identificam entre 11 e 15 dialetos, que podem até não ser mutuamente inteligíveis se não forem geograficamente próximos. No atual estado de conhecimento dessas línguas e dialetos não como definir com precisão os limites.
Sands e outros classificam !Kung em quantro grupos dialetais:
- Ju Norte: do Sul de Angola, junto aos rios Cunene, Cubango, Cuito, Cuando, havendo, porém, vários refugiados na Namíbia. São, dentre outros, OǃKung e Maligo
- Ju Norte Central: da Namíbia, entre o rio Ovambo e a fronteira com Angola, junto aos afluentes a leste do Okavango próximo a  Rundu e Etosha Pan: São o Tsintsabis, o Okongo, o Ovambo, Mpunguvlei, o :ǀʼAkhwe (Ekoka)
- Ju Centralu: da area de Grootfontein, Namibia, a oeste do rio Omatako e sul do rio Ovambo
- Ju do Sudeste: de Botsuana a leste do delta do rio Cubango e no nordeste da Namíbia, entre Vinduque até Rundu, Gobabis e Faixa de Caprivi: Aí estão os Tsumkwe, Omatako, Kameeldoring, Epukiro.

O dialeto ǂKxʼauǁʼein é tão pouco confirmado que nem pode ocupar um ponto dessa classificação, embora dentre esses grupos deve pertencer ao Sudeste.
Heine & Honken (2010) classificaram 11 dialetos em 3 grupos principais:
- !Xun Norte e Oeste'

!Xun orte
Maligo (ethnolink – mwj) (!xuun, kúándò !xuun "Kwando !Xun"; SE Angola)
ǃʼOǃKung (ethnolink –oun) (!ʼo !uŋ "!Xun" da Floresta; Centro Leste Angola)
!Xun Oeste (ethnolink – knw) (Kung-Ekoka)
— (!xūún, !ʼālè !xòān "Valley !Xun"; Eenhana, N Namíbia)
|Akhwe (!xūún, ǀʼākhòè !xòān "Kwanyama !Xun"; Eenhana, N Namíbia)
Tsintsabis (!xūún; Tsintsabis, Tsumeb, N Namíbia)
Kavango !Xun (!xūúnou dom !xūún "!Xun do Rio" – em  Ekoka; Rundu Oeste, N Namibia, & Angola adjacente)
- !Xun Central  [pouco atestado]

Gaub (Tsumeb, N Namíbia)
Neitsas (Grootfontein, N Namíbia)
- !Xun Sudoeste

Juǀʼhoan (ethnolink – ktz) (ju-|ʼhoan(-si); Tsumkwe , N Namíbia, & Botsuana adjacente)
Dikundu (!xun, ju-|ʼhoa(si); Dikundu, Caprivi Oeste)
ǂKxʼauǁʼein (ethnolink – que) (ju-|ʼhoan(-si), !xun, ǂxʼāōǁʼàèn "Povo do Norte"; Gobabis, E Namibia)
Ethnologue 16 assinala um código iso para os "Vasekela Bushman", vaj, cuja identificação não é clara e pode ser de um dialeto unificado ao !Kung total.

## Proto língua
A língua ancestral,  Proto-Juu ou Proto-!Xun, apresenta cinco pontos de articulação para os Cliques : Dental, Alveolar, Palatal, Alveolar Lateral e Retroflexivo (*ǃ˞ ou *‼). Os cliques retroflexivos desapareceram nos dialetos do Sudeste como Juǀʼhoan, mas permanecem em !Kung Central. Em alguns dialetos do Norte e Centro-Norte esses aparecem como cliques laterais adicionais. Desse modo, esses dialetos apresentam contrastes entre cliques dentais laterais e cliques palatais ou alveolares.
| Proto-Juu           | *ǃ 'Ventre' | *ǃ˞ (‼) 'Águar' |
| SE (Tsumkwe)        | ᶢǃű         | ᶢǃű             |
| N (Okongo)          | ᶢǃű         | ᶢǁű             |
| NW (Mangetti Dune)  | ᶢǃű         | ᶢǁ̪ű (\|\|\|)    |
| C (Neitsas/Nurugas) | ᶢǃú         | ᶢǃ˞ú (‼)        |